# 61: Highway to Hell
61: Highway to Hell (también conocida como Devil Music) es una película del género comedia de 2017, dirigida por Jer Jackson y Luke Jackson, que a su vez la escribieron, a cargo de la fotografía estuvo Jonathan Rej y los protagonistas son Reed Amos, Gavin Astle, Erin Axtell, Tobin Bell y Curt Doussett, entre otros.

## Sinopsis
Un representante de una banda de rock pacta reunirse con el demonio en un cruce de caminos en el área de Misisipi.